# Юнгерманниевые (семейство)
Юнгерманниевые (лат. Jungermanniaceae) — крупное семейство печёночных мхов порядка Юнгерманниевые, которое включает в себя около 50 родов с более чем 750 видами. Это самое крупное и наиболее полиморфное семейство порядка.

## Общая информация
Виды этого семейства представляют собой небольшие листостебельные растения со стелющимся или прямостоящим стеблем. Листостебли сочные, двурядно облиственные, без явной спино-брюшной дифференциации. Листья с гладким краем, сбегающие, косо прикрепленные, цельные или наверху выемчатые. Один ряд мелких брюшных амфигастриев, имеющих особую форму, или же, зачастую, амфигастрии отсутствуют. Бесцветные или окрашенные ризоиды хорошо развиты и равномерно распределены на вентральной стороне гаметофита. Мужские генеративные структуры четко отграничены от остальной части побега. Ножка спорогона длинная и занимает терминальное положение на ведущем побеге, а коробочка по созревании до основания разрывается на 4 створки.

## Экология
Представители семейства в основном влаголюбивые растения, которые предпочитают селиться на различных хорошо увлажненных субстратах, занимая различные сырые ниши в различных ассоциациях. Зачастую юнгерманниевые обильны на сфагновых болотах и сфагновых редколесьях, где они развиваются поверх живого сфагнового мха, образуя сплошную из смеси различных  видов. Юнгерманниевые встречаются также и на гниющей древесине разной степени разложения.

## Роды семейства
Семейство делится на три подсемейства:
Подсемейство Delavayelloideae:
- Delavayella Steph.
- Liochlaena Nees

Подсемейство Mesoptychioideae:
- Mesoptychia (Lindb.) A. Evans

Подсемейство Jungermannioideae:
- Alicularia
- Andrewsianthus
- Anomacaulis
- Aplozia
- Cephalolobus
- Crossogyna
- Cryptochila
- Cryptocolea
- Cryptocoleopsis
- Cryptostipula
- Cuspidatula
- Denotarisia
- Eucalyx
- Gerhildiella
- Gottschelia
- Gymnocoleopsis
- Hattoria
- Hattoriella
- Heterogemma
- Horikawaella
- Jamesoniella
- Jungermannia
- Jungermannites
- Leiocolea
- Lophonardia
- Lophozia
- Lophoziopsis
- Massula
- Massularia
- Nardia
- Nothostrepta
- Notoscyphus
- Obtusifolium
- Pisanoa
- Plectocolea
- Protolophozia
- Protosyzygiella
- Pseudocephaloziella
- Pseudotritomaria
- Rhodoplagiochila
- Roivainenia
- Saccobasis
- Scaphophyllum
- Schistochilopsis
- Solenostoma
- Syzygiella
- Tritomaria
- Vanaea

## Распространение
В России известны представители почти 70 видов, остальные юнгерманниевые обитают в тропиках, главным образом южного полушария.
- Crossogyna autumnalis (DC.) Schljakov
- Eremonotus myriocarpus (Carrington) Lindb. & Kaal.
- Eremonotus myriocarpus (Carrington) Lindb. & Kaal. ex Pearson
- Haplozia cordifolia (Dumort.) MГјll.Frib.
- Haplozia lanceolata (Nees) Müller.Frib.
- Haplozia pumila (With.) Müller.Frib.
- Jungermannia afoninae Mamontov, Konstant. & Vilnet
- Jungermannia albicans L.
- Jungermannia alpestris Schleich. ex F.Weber
- Jungermannia atrovirens Dumort.
- Jungermannia baueriana (Schiffner) Arnell
- Jungermannia berendtii
- Jungermannia borealis Damsh. & Váňa
- Jungermannia caespiticia Lindenb.
- Jungermannia calcicola Konstant. & Vilnet
- Jungermannia cordifolia Hook.
- Jungermannia eucordifolia Schljakov
- Jungermannia exsertifolia Steph.
- Jungermannia heterocolpos Thed.
- Jungermannia konstantinovae Bakalin & Vilnet
- Jungermannia lanceolata L.
- Jungermannia lanceolata Schrad.
- Jungermannia leiantha  Grolle
- Jungermannia lycopodioides Wallr.
- Jungermannia minuta Schreb.
- Jungermannia nana Nees
- Jungermannia obovata Nees
- Jungermannia plicata Hartm.
- Jungermannia polaris Lindb.
- Jungermannia pumila With.
- Jungermannia sphaerocarpa Hook.
- Jungermannia taxifolia Wahlenb.
- Jungermannia trichophylla L.
- Leiocolea (Müller.Frib.) H.Buch
- Leiocolea badensis (Gottsche) Jörg.
- Leiocolea bantriensis (Hook.) Jörg.
- Leiocolea gillmanii (Austin) A.Evans
- Leiocolea heterocolpos (Thed. ex Hartm.) H.Buch
- Leiocolea kaurinii (Limpr.) Jёrg.
- Leiocolea muelleri (Nees ex Lindenb.) Jёrg.
- Leiocolea rutheana  (Limpr.) K.Müller
- Leiocolea schultzii  Jörg.
- Liochlaena lanceolata Nees
- Liochlaena subulata (A.Evans) Schljakov
- Lophozia heterocolpos (Thed.) Howe
- Lophozia kaurinii (Limpr.) Steph.
- Massularia grandiretis (Lindb.) Schljakov
- Mesoptychia badensis (Gottsche ex Rabenh.) L.Söderstr. & Váňa
- Mesoptychia bantriensis (Hook.) L.Söderstr. & Váňa
- Mesoptychia collaris (Nees) L.Söderstr. & Váňa
- Mesoptychia fitzgeraldiae (Paton & A.R.Perry) L.Söderstr. & Váňa
- Mesoptychia gillmanii (Austin) L.Söderstr. & Váňa
- Mesoptychia heterocolpos (Thed. ex Hartm.) L.Söderstr. & Váňa
- Mesoptychia harpanthoides (Bryhn & Kaal.) L.Söderstr. & Váňa
- Mesoptychia igiana (S.Hatt.) L.Söderstr. & Váňa
- Mesoptychia morrisoncola (Horik.) L.Söderstr. & Váňa
- Mesoptychia rutheana (Limpr.) L.Söderstr. & Váňa
- Mesoptychia sahlbergii (Lindb. & Arnell) A.Evans
- Mesoptychia sahlbergii Lindb.
- Mesoptychia turbinata (Raddi) L.Söderstr. & Váňa
- Mesoptychia ussuriensis (Bakalin) L.Söderstr. & Váňa
- Plectocolea harana Amak.
- Plectocolea magna Amak.
- Plectocolea rubripunctata S.Hatt.
- Solenostoma koreana  Stephani
- Solenostoma rishiriense  Amak.
- Solenostoma sphearocarpa (Hook.) Steph.
- Xenochila integrifolia (Mitt.) Inoue

## Охранный статус
В Красную книгу Российской Федерации занесены три вида юнгерманниевых:
- Nardia breidleri (Limpr.) Lindb. — Нардия Брайдлера
- Protolophozia elongata (Steph.) Schljakov — Протолофозия удлинённая
- Lophoziopsis perssonii (H. Buch & S.W. Arnell) Konstant. & Vilnet — Лофозиопсис Перссона